# Ucrania en los Juegos Paralímpicos de París 2024
Ucrania estuvo representada en los Juegos Paralímpicos de París 2024 por un total de 138 deportistas, 95 hombres y 43 mujeres.

## Medallistas
El equipo paralímpico ucraniano obtuvo las siguientes medallas:
| Nombre                                                                                              | Deporte                    | Evento                              |
| --------------------------------------------------------------------------------------------------- | -------------------------- | ----------------------------------- |
| Oro                                                                                                 |                            |                                     |
| Yuliya Shuliar                                                                                      | Atletismo                  | 400 m T20 femenino                  |
| Nataliya Kobzar                                                                                     | Atletismo                  | 400 m T37 femenino                  |
| Anastasiya Moskalenko                                                                               | Atletismo                  | Peso F32 femenino                   |
| Mariya Pomazan                                                                                      | Atletismo                  | Peso F35 femenino                   |
| Oxana Zubkovska                                                                                     | Atletismo                  | Salto de longitud T12 femenino      |
| Ihor Tsvietov                                                                                       | Atletismo                  | 100 m T35 masculino                 |
| Ihor Tsvietov                                                                                       | Atletismo                  | 200 m T35 masculino                 |
| Oleksandr Yarovyi                                                                                   | Atletismo                  | Peso F20 masculino                  |
| Yegor Dementyev                                                                                     | Ciclismo en ruta           | Ruta C4-5 masculino                 |
| Nataliya Nikolaychyk                                                                                | Judo                       | –48 kg J1 femenino                  |
| Anastasia Harnyk                                                                                    | Judo                       | +70 kg J1 femenino                  |
| Olexandr Nazarenko                                                                                  | Judo                       | –90 kg J2 masculino                 |
| Andri Trusov                                                                                        | Natación                   | 50 m libre S7 masculino             |
| Andri Trusov                                                                                        | Natación                   | 50 m mariposa S7 masculino          |
| Denys Ostapchenko                                                                                   | Natación                   | 50 m espalda S3 masculino           |
| Myjailo Serbin                                                                                      | Natación                   | 100 m espalda S5 masculino          |
| Yuri Shenhur                                                                                        | Natación                   | 100 m espalda S7 masculino          |
| Olexandr Komarov                                                                                    | Natación                   | 100 m libre S5 masculino            |
| Iaroslav Denysenko                                                                                  | Natación                   | 100 m libre S12 masculino           |
| Anna Stetsenko Maryna Piddubna Olexi Virchenko Iaroslav Denysenko                                   | Natación                   | 4 × 100 m libre (49 ptos.) mixto    |
| Vladyslav Yepifanov                                                                                 | Piragüismo                 | VL3 masculino                       |
| Viktor Diduj                                                                                        | Tenis de mesa              | Individual MS8 masculino            |
| Plata                                                                                               |                            |                                     |
| Oxana Boturchuk                                                                                     | Atletismo                  | 100 m T12 femenino                  |
| Nataliya Kobzar                                                                                     | Atletismo                  | 200 m T37 femenino                  |
| Liudmyla Danylina                                                                                   | Atletismo                  | 1500 m T20 femenino                 |
| María Shpatkivska                                                                                   | Atletismo                  | Peso F46 femenino                   |
| Vladyslav Bilyi                                                                                     | Atletismo                  | Jabalina F38 masculino              |
| Volodymyr Ponomarenko                                                                               | Atletismo                  | Peso F12 masculino                  |
| Yegor Dementyev                                                                                     | Ciclismo en pista          | Persecución individual C5 masculino |
| Yevheniia Breus Nadiia Doloh Olena Fedota Nataliia Morkvych                                         | Esgrima en silla de ruedas | Espada por equipos femenino         |
| Vasyl Oliynyk Oleksandr Toporkov Anton Strelchuk Fedor Sydorenko Yevheni Tsyhanenko Rodion Zhyhalyn | Golbol                     | Torneo masculino                    |
| Anton Kriukov                                                                                       | Levantamiento de potencia  | +107 kg masculino                   |
| Anna Stetsenko                                                                                      | Natación                   | 100 m espalda S12 femenino          |
| Anna Stetsenko                                                                                      | Natación                   | 100 m libre S12 femenino            |
| Andri Trusov                                                                                        | Natación                   | 100 m espalda S7 masculino          |
| Andri Trusov                                                                                        | Natación                   | 200 m estilos SM7 masculino         |
| Andri Trusov                                                                                        | Natación                   | 400 m libre S7 masculino            |
| Denys Ostapchenko                                                                                   | Natación                   | 50 m libre S3 masculino             |
| Denys Ostapchenko                                                                                   | Natación                   | 200 m libre S3 masculino            |
| Danylo Chufarov                                                                                     | Natación                   | 100 m mariposa S11 masculino        |
| Danylo Chufarov                                                                                     | Natación                   | 200 m estilos SM11 masculino        |
| Iryna Poida                                                                                         | Natación                   | 100 m libre S5 masculino            |
| Iryna Poida                                                                                         | Natación                   | 200 m libre S5 masculino            |
| Illia Yaremenko                                                                                     | Natación                   | 50 m libre S13 masculino            |
| Anton Kol                                                                                           | Natación                   | 100 m espalda S1 masculino          |
| Maxym Veraksa                                                                                       | Natación                   | 100 m libre S12 masculino           |
| Ihor Nimchenko                                                                                      | Natación                   | 100 m mariposa S10 masculino        |
| Maryna Mazhula                                                                                      | Piragüismo                 | KL1 femenino                        |
| Roman Polianski                                                                                     | Remo                       | Scull individual PR1M1x masculino   |
| Maryna Lytovchenko                                                                                  | Tenis de mesa              | Individual WS6 femenino             |
| Bronce                                                                                              |                            |                                     |
| Oxana Boturchuk                                                                                     | Atletismo                  | 400 m T12 femenino                  |
| Zoia Ovsi                                                                                           | Atletismo                  | Disco F53 femenino                  |
| Roman Danyliuk                                                                                      | Atletismo                  | Peso F12 masculino                  |
| Maxym Koval                                                                                         | Atletismo                  | Peso F20 masculino                  |
| Oleksandr Lytvynenko                                                                                | Atletismo                  | Salto de longitud T36 masculino     |
| Artem Kolinko                                                                                       | Bochas                     | Individual BC4 masculino            |
| Pavlo Bal                                                                                           | Ciclismo en ruta           | Ruta H5 masculino                   |
| Olena Fedota                                                                                        | Esgrima en silla de ruedas | Espada individual B femenino        |
| Olena Fedota                                                                                        | Esgrima en silla de ruedas | Sable individual B femenino         |
| Anzhela Havrysiuk                                                                                   | Judo                       | –57 kg J1 femenino                  |
| Davyd Jorava                                                                                        | Judo                       | –60 kg J2 masculino                 |
| Yuri Babynets                                                                                       | Levantamiento de potencia  | –88 kg masculino                    |
| Anna Hontar                                                                                         | Natación                   | 50 m libre S6 femenino              |
| Anna Hontar                                                                                         | Natación                   | 100 m braza SB5 femenino            |
| Maryna Piddubna                                                                                     | Natación                   | 50 m libre S11 femenino             |
| Anna Stetsenko                                                                                      | Natación                   | 400 m libre S13 femenino            |
| Serhi Palamarchuk                                                                                   | Natación                   | 50 m espalda S3 masculino           |
| Serhi Palamarchuk                                                                                   | Natación                   | 200 m libre S3 masculino            |
| Danylo Chufarov                                                                                     | Natación                   | 100 m braza SB11 masculino          |
| Danylo Chufarov                                                                                     | Natación                   | 100 m espalda S11 masculino         |
| Yevheni Bohodaiko                                                                                   | Natación                   | 100 m braza SB6 masculino           |
| Yevheni Bohodaiko                                                                                   | Natación                   | 200 m estilos SM7 masculino         |
| Danylo Semenyjin                                                                                    | Natación                   | 100 m braza SB5 masculino           |
| Anton Kol                                                                                           | Natación                   | 50 m espalda S1 masculino           |
| Olexi Virchenko                                                                                     | Natación                   | 50 m libre S13 masculino            |
| Iaroslav Denysenko                                                                                  | Natación                   | 100 m espalda S12 masculino         |
| Olexandr Komarov                                                                                    | Natación                   | 200 m libre S5 masculino            |
| Ihor Nimchenko                                                                                      | Natación                   | 200 m estilo SM10 masculino         |
| Iaroslav Semenenko Anna Hontar Olexandr Komarov Iryna Poida Veronika Korzhova Denys Ostapchenko     | Natación                   | 4 × 50 m estilos (20 ptos.) mixto   |
| Mykola Syniuk                                                                                       | Piragüismo                 | KL2 masculino                       |
| Maxym Nikolenko                                                                                     | Tenis de mesa              | Individual MS8 masculino            |
| Iryna Shynkarova Viktor Diduj                                                                       | Tenis de mesa              | Dobles XD17 mixto                   |